# Juruá
Juruá (port. Rio Juruá) – rzeka w północno-zachodniej Brazylii, prawy dopływ Amazonki o długości 3280 km. Jej dorzecze zajmuje powierzchnię 224 tys. km². Jej źródła znajdują się w Peru, na przedgórzu Andów Środkowych. Głównym dopływem Juruá jest rzeka Tarauacá.
Większe miasta nad Juruá to: Cruzeiro do Sul (86,7 tys.), Eirunepé (28,8 tys.), Carauari (25,1 tys.).

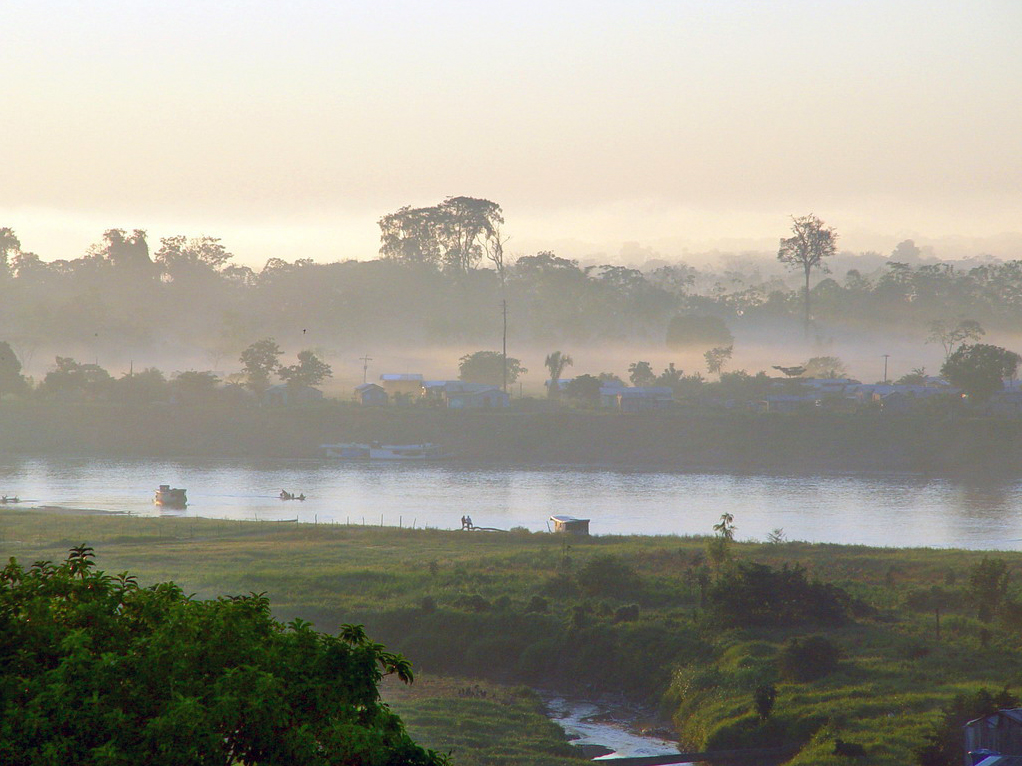
Juruá w okolicach Cruzeiro do Sul